# Иванова, Ираида Трофимовна
Ираида Трофимовна Ивано́ва (20 декабря 1919, Курган, Челябинская губерния — 6 октября 2002, Омск) — советский и российский хормейстер. Заслуженный артист РСФСР.

## Биография
Ираида Трофимовна Михалева родилась 20 декабря 1919 года в Кургане Курганского уезда Челябинской губернии, ныне город — административный центр Курганской области. Когда Ираиде было 2 года, семья переехала в Омск. В детстве вместе с матерью пела в церковном хоре.
Окончила дирижёрско-хоровое отделение Омского музыкального училища имени В. Я. Шебалина. В годы Великой Отечественной войны работала хормейстером в воинских частях, артисткой хора в Государственном театре имени Е. Б. Вахтангова, эвакуированном в Омск. 
В 1947 году начала работу хормейстером в академической капелле Омской филармонии, одновременно с ней там же концертмейстером работал её муж Виктор Иванович Иванов.
С 1950 года была солисткой, а затем в течение 23 лет была главным хормейстером Государственного академического Омского русского народного хора. В составе хора посетила более 20 стран, в том числе Австралию, Германию и США. Активно пропагандируя хоровое искусство в Омске, она была другом и учителем для артистов хора, ею сделано множество хоровых обработок песен. Под её непосредственным руководством сформировалась целая плеяда великолепных солистов, которые уже к 1958 году получили звания заслуженных артистов РСФСР: М. Селиванова, Т. Гольцова, А. Малахов, Екатерина Сонина, Леонид Шароха, Владимир Мартынов, Галина Верская.
Работала художественным руководителем хора Военно-ветеринарного училища, преподавателем-руководителем хоров средних школ № 66, № 8 Омска. Создала хор Омской милиции. Внештатный методист омского Дома народного творчества.
С 1994 года и до кончины в 2002 году руководила хором ветеранов войны, труда и любителей пения, в нём было 260 певцов. После её смерти коллективу присвоено её имя.
Ираида Трофимовна Иванова умерла 6 октября 2002 года в городе Омске Омской области. Похоронена на Старо-Северном кладбище города Омска.

## Награды и звания, премии
- Заслуженный артист РСФСР, 11 апреля 1958 года
- Медаль «За трудовую доблесть»
- Юбилейная медаль «За доблестный труд. В ознаменование 100-летия со дня рождения Владимира Ильича Ленина»
- Юбилейная медаль «50 лет Победы в Великой Отечественной войне 1941—1945 гг.»[5]
- Медаль «За доблестный труд в Великой Отечественной войне 1941—1945 гг.»
- Медаль «Ветеран труда»
- Государственная премия РСФСР имени М. И. Глинки, декабрь 1971 года — за концертные программы, посвящённые 50-летию Великой Октябрьской социалистической революции, 100-летию со дня рождения В. И. Ленина
- Почётный гражданин Омска, 19 июля 2000 года[6]
- Победитель конкурса «Омич года», 1997 год
- Лауреат IV Всемирного фестиваля молодежи и студентов в Бухаресте, Румынская Народная Республика, 1953 год.

## Память
- Народный хор ветеранов войны, труда и любителей пения им. И. Ивановой бюджетного учреждения культуры города Омска «Центр досуга «Современник», имя присвоено в 2002 году.

## Семья
- Отец, Трофим Семенович Михалев (1882—1923), счетный работник[7].
- Мать, Ольга Герасимовна (урожд. Доман; 4 сентября 1891 — 6 июля 1978, Омск), счетный работник, пела в церковном хоре.
- Муж, Виктор Иванович Иванов (28 сентября 1917, Санкт-Петербург — 1967, Омск), баянист, композитор, музыкальный руководитель Государственного академического Омского русского народного хора.
  - Дочь, Лидия Викторовна, руководитель народного хора.